# Женска рукометна репрезентација Југославије
Женска рукометна репрезентација Југославије је женски рукометни тим који је представљао СФР Југославију на међународним такмичењима и био је под контролом Рукометног савеза Југославије. Највећи успеси су златна медаља на Олимпијским играма 1984, као и златна медаља на Светском првенству 1973.

## Учешћа на међународним такмичењима

### Олимпијске игре
| Година            | Пласман               | ИГ                    | П                     | Н                     | И                     | ГД                    | ГП                    | +/-                   |
| ----------------- | --------------------- | --------------------- | --------------------- | --------------------- | --------------------- | --------------------- | --------------------- | --------------------- |
| Монтреал 1976.    | Није се квалификовала | Није се квалификовала | Није се квалификовала | Није се квалификовала | Није се квалификовала | Није се квалификовала | Није се квалификовала | Није се квалификовала |
| Москва 1980.      | 2. место              | 5                     | 3                     | 1                     | 1                     | 107                   | 67                    | +40                   |
| Лос Анђелес 1984. | 1. место              | 5                     | 5                     | 0                     | 0                     | 143                   | 102                   | +41                   |
| Сеул 1988.        | 4. место              | 6                     | 3                     | 0                     | 3                     | 110                   | 1115                  | -5                    |
| Укупно            | 3/4                   | 16                    | 11                    | 1                     | 4                     | 360                   | 284                   | 76                    |

### Светска првенства
| Година                | Пласман  | ИГ | П  | Н | И  | ГД  | ГП  | +/-  |
| --------------------- | -------- | -- | -- | - | -- | --- | --- | ---- |
| 1957.                 | 3. место | 5  | 4  | 0 | 1  | 41  | 32  | +9   |
| Румунија 1962.        | 4. место | 5  | 2  | 1 | 2  | 28  | 23  | +5   |
| Немачка 1965.         | 2. место | 4  | 3  | 0 | 1  | 31  | 20  | +11  |
| Холандија 1971.       | 2. место | 5  | 3  | 1 | 1  | 57  | 44  | +13  |
| Југославија 1973.     | 1. место | 6  | 5  | 0 | 1  | 73  | 49  | +24  |
| Совјетски Савез 1975. | 5. место | 7  | 3  | 1 | 3  | 116 | 75  | +41  |
| Чехословачка 1978.    | 5. место | 7  | 3  | 1 | 3  | 112 | 106 | +5   |
| Мађарска 1982.        | 3. место | 7  | 5  | 1 | 1  | 160 | 122 | +38  |
| Холандија 1986.       | 6. место | 7  | 4  | 1 | 2  | 150 | 132 | +18  |
| Јужна Кореја 1990.    | 2. место | 7  | 5  | 0 | 2  | 169 | 144 | +25  |
| Укупно                | 10       | 60 | 37 | 6 | 17 | 937 | 747 | +190 |